# Irmgard Seefried

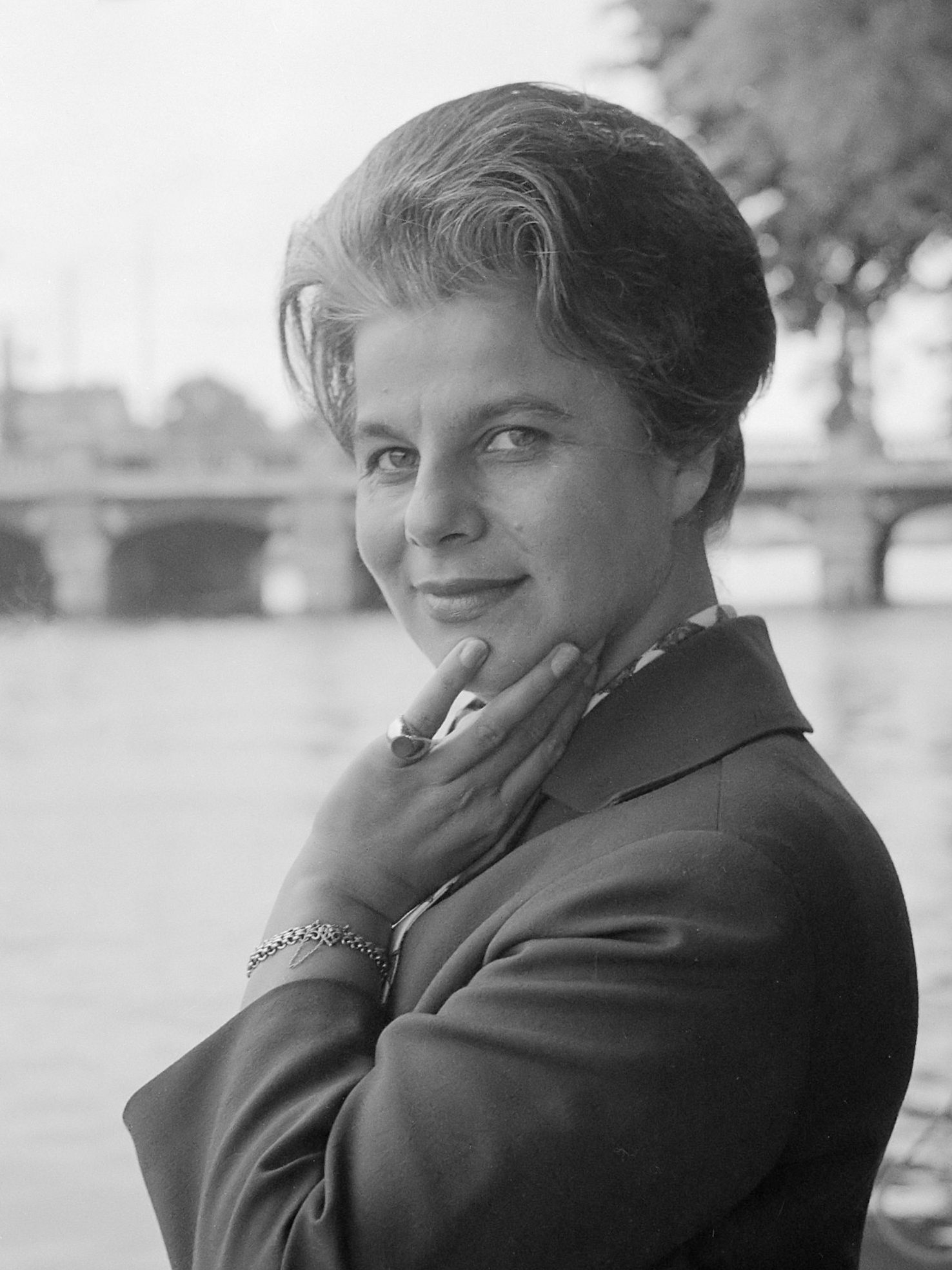
Irmgard Seefried (1962)

Irmgard Seefried (Köngetried, cerca de Mindelheim, Baviera, Alemania, 9 de octubre de 1919 - Viena, 24 de noviembre de 1988) fue una distinguida soprano alemana, cantante de ópera y lieder. 
Estudió en la Universidad de Augsburgo antes de hacer su debut en Aquisgrán en 1939. Durante la mayor parte de su carrera perteneció a la compañía de la Ópera Estatal de Viena. Desde 1946 cantó en los principales teatros y festivales del mundo, a menudo bajo la batuta de directores destacados como Herbert von Karajan (La flauta mágica 1950, ideal Pamina con Anton Dermota como Tamino), así como con Bruno Walter (Cuarta sinfonía de Mahler), Karl Böhm (La Creación), Ferenc Fricsay (Fidelio) y otros.
Es una de las sobresalientes cantantes (Goldenen Generation (Generación de oro)) que surgieron inmediatamente después de la Segunda Guerra Mundial: Schwarzkopf, Elisabeth Grümmer, Maria Stader, Lisa della Casa, Birgit Nilsson, Martha Mödl y Astrid Varnay).
Destacó por sus interpretaciones de roles mozartianos y straussianos. Igualmente, destacó como intérprete de lieder de Franz Schubert.
Participó en numerosas ocasiones en el Festival de Salzburgo. 
Seefried fue una de las intérpretes más naturales y radiantes del género lírico, era la antítesis de la intelectual Elisabeth Schwarzkopf, su espontaneidad y musicalidad disculpaban cualquier otra posible falencia. Juntas grabaron un celebrado programa de duetos clásicos.
Estuvo casada con el violinista Wolfgang Schneiderhan. Es la madre de la actriz Mona Seefried.

## Discografía
- Bach, Mattheus Passion, K.Richter
- Bartok, Lieder, Werba
- Brahms, A German Requiem, B.Walter
- Haydn, Die Schöpfung, Jochum
- Mahler, Symphony 4, B.Walter
- Mozart, Cosí fan tutte, Jochum
- Mozart, Le nozze di Figaro, Karajan
- Mozart, Die Zauberflöte, Karajan
- Mozart, Don Giovanni, Fricsay
- Schubert, Lieder, Werba
- Schumann, Frauenliebe und Leben, Werba
- R.Strauss, Ariadne auf Naxos, Karajan
- R.Strauss, Der Rosenkavalier, Böhm
- Wagner, Die Meistersinger von Nürnberg, Reiner
- Weber, Der Freischütz, Jochum
- Wolf, Mörike Lieder und Lieder, Werba
- Arias de Óperas de Strauss, Mozart, Bizet, Verdi, etc.
- Duetos con Elisabeth Schwarzkopf, Gerald Moore, piano.